# Incidente dell'Armstrong Whitworth Argosy di Imperial Airways del 1933
Il 28 marzo 1933, un aereo passeggeri Armstrong Whitworth Argosy II, chiamato City of Liverpool e controllato dalla compagnia aerea britannica Imperial Airways, si schiantò vicino a Diksmuide, Belgio, dopo lo scoppio di un incendio a bordo; tutte le quindici persone a bordo rimasero uccise, rendendolo il peggior incidente nella storia dell'aviazione civile britannica a quel tempo e del 1933.
Nonostante ipotesi mai provata, si pensa che questo sia stato il primo aereo di linea mai caduto a causa di un sabotaggio; il sospetto si incentrò su un passeggero, Albert Voss, che saltò giù dall'aereo poco prima che si schiantasse.

## L'incidente
L'aeromobile era impiegato sulla rotta Londra-Bruxelles-Colonia, per la quale era stato impiegato negli ultimi cinque anni. In questa tappa del viaggio l'aereo stava viaggiando da Bruxelles a Londra, la cui rotta lo avrebbe portato a nord da Bruxelles, in direzione delle Fiandre, prima di attraversare la costa per 50 chilometri di volo attraverso la Manica, per poi fare una breve traversata sulla campagna del Kent per infine atterrare all'aeroporto di Croydon, nel Surrey. Il viaggio di due ore iniziò, leggermente in ritardo, subito dopo le 12:30.
Mentre l'aereo sorvolava i campi del nord del Belgio, fu visto dai testimoni prendere fuoco, prima di perdere quota e precipitare al suolo. Quando il velivolo iniziò la sua discesa, fu visto un passeggero uscire dall'aereo e cadere a terra senza paracadute. Successivamente venne identificato come Albert Voss, un tedesco emigrato nel Regno Unito, dove era diventato dentista a Manchester. A circa 60 metri dal terreno, l'aereo si divise in due parti che colpirono il terreno separatamente, uccidendo istantaneamente i passeggeri ancora a bordo.

## Le indagini
L'indagine che ne succedette permise di scoprire che l'incendio era iniziato nella parte posteriore dell'aereo, nel gabinetto o nell'area bagagli sul retro della cabina. Nessun oggetto recuperato dalla parte anteriore del relitto mostrò alcuna prova di danno da fuoco prima dell'impatto, né vi furono trovate prove di incendio nei motori o nei sistemi di alimentazione. Gli investigatori ridussero la causa dell'inizio dell'incendio a una sostanza combustibile, accidentalmente innescata da un passeggero o da un membro dell'equipaggio, attraverso eventi naturali, oppure deliberatamente.
All'inchiesta sulla morte di Voss, almeno un testimone, suo fratello, lo accusò di essere colpevole, affermando che i viaggi di lavoro di Voss nel continente per comprare anestetici mascheravano una redditizia attività di contrabbando nel traffico di droga. Questa voce aveva seguito Voss per un po' di tempo prima della sua morte e fu oggetto di indagini da parte della polizia metropolitana. Voss, secondo suo fratello, stava viaggiando a bordo dell'aereo insieme a sua nipote ed erano consapevoli che le autorità gli erano addosso. In base a questa teoria, Voss aveva cercato di fuggire dalle autorità distruggendo l'aereo utilizzando varie sostanze infiammabili, a cui il suo lavoro gli aveva dato un facile accesso, e si sarebbe salvato in circostanze confuse, sperando che in seguito nessuno avrebbe notato un corpo in meno che avrebbe dovuto essere nell'aereo. Un'autopsia mostrò che, oltre ad alcune lievi ustioni, Voss era rimasto illeso prima di lasciare l'aereo. La giuria d'inchiesta alla fine emise un verdetto aperto, indicando che credevano che la sua morte non potesse essere stata accidentale, ma che non erano in grado, sulla base delle prove a loro disposizione, di giungere a una conclusione definitiva, piuttosto che emanare il verdetto di morte accidentale al quale il coroner avrebbe dovuto indirizzarli.